# Pescantina
Pescantina (Pescantìna in veneto) è un comune italiano di 17 503 abitanti della provincia di Verona in Veneto. Si trova in Valpolicella.  

## Geografia fisica

### Territorio
Pescantina sorge sulle rive del fiume Adige. Dista 12 chilometri dal centro storico di Verona e circa 6 chilometri dal confine con il comune di Verona. Rispetto al capoluogo è in posizione nord-ovest, verso il lago di Garda. Fa parte inoltre della Valpolicella, il cui confine meridionale è il fiume Adige, all'interno del territorio comunale.
Il territorio comunale si estende, in direzione nord-sud, dalle località di Nassar e Santa Lucia per circa 9 km e, da est a ovest, dall'Adige alla frazione di Ospedaletto per 3 km. In totale Pescantina occupa una superficie di 1 963,82 ettari.
Da un punto di vista morfologico, Pescantina sorge su di un sottile strato di suolo formato da materiale terroso costituito da detriti per la maggior parte silicei argillosi. Tale strato può apparire talvolta compatto e talvolta sabbioso. Esso poggia su di un'ulteriore stratificazione composta da ghiaia e ciottoli provenienti da detriti portati dal flusso delle acque dell'Adige. Ancora più in profondità si possono trovare formazione di epoca mesozoica caratterizzate da tufo e basalti compatti.
Il grado di sismicità della zona è considerato basso.

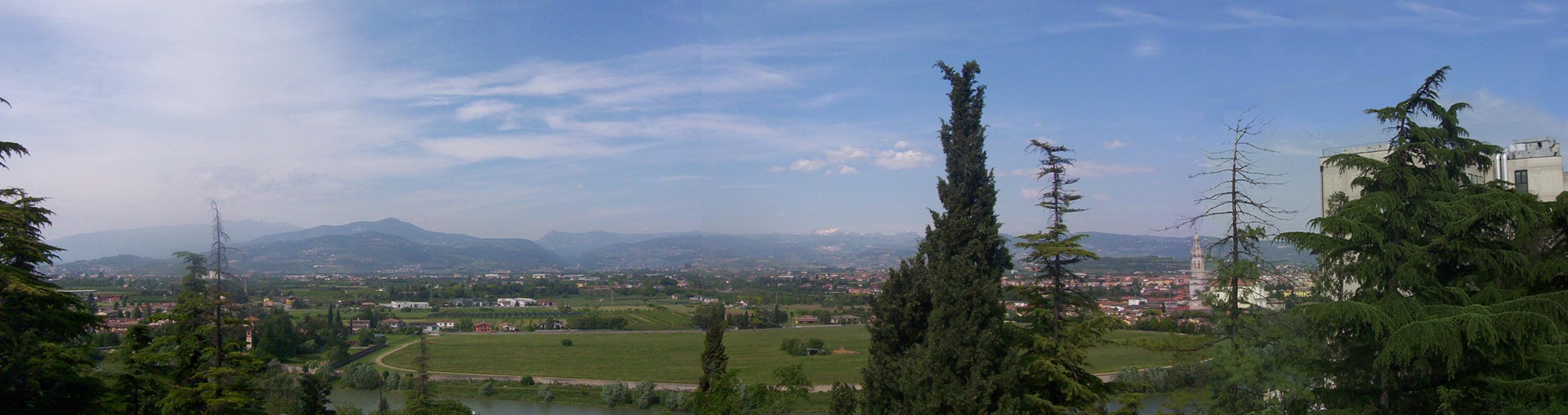
Vista di Pescantina da Bussolengo

### Clima
Il clima di Pescantina ha carattere dominante continentale, l'influsso più mite del lago di Garda influenza in maniera pressoché trascurabile il suo clima. Rispetto al capoluogo di provincia, Verona, da cui dista circa 12 km in linea d'aria, Pescantina risente molto marginalmente dell'isola di calore tipica dei grandi centri abitati. I monti Lessini, a nord, non proteggono sempre il paese dai freddi venti: infatti la zona di Pescantina è più soggetta al vento di favonio rispetto alla città e questo determina la minor frequenza della nebbia.
Le temperature sono mediamente inferiori di alcuni gradi rispetto a quelle registrate nel centro di Verona. Questa divergenza diviene più evidente soprattutto nei valori minimi notturni, questi risultano essere pressoché costantemente inferiori a quelli registrati nel centro e nell'immediata periferia cittadina. Nonostante queste piccole divergenze il clima è il tipico temperato umido della Pianura Padana, ovvero caldo e afoso durante la stagione estiva, rigido e freddo durante la stagione invernale. Tuttavia raramente la temperatura scende sotto lo zero e sale sopra i trenta gradi. La nebbia è meno presente rispetto al centro cittadino e in molti casi basta uscire dal paese in direzione sud-est-ovest di poche centinaia di metri per imbattersi nei primi banchi di nebbia.
Pescantina, come gran parte della Valpolicella presenta una nevosità superiore rispetto alla città e a molti altri luoghi della pianura veronese, esempio il 03/03/2005 a Pescantina si misurarono 15 cm di neve mentre in città solamente 5 cm, il 07/12/2012 a Pescantina 5/6 cm e in città solamente 1/2 cm. I motivi di questa divergenza al momento non sono ancora noti e attualmente sono oggetto di studio e ricerca ma in talune situazioni la parte nord-ovest della provincia è meno soggetta al favonio lessinico rispetto alla fascia pedemontana centro-orientale. Dal punto di vista legislativo, il comune di Pescantina ricade nella "Fascia climatica E" con 2 468 gradi giorno, dunque il limite massimo consentito per l'accensione dei riscaldamenti è di 14 ore giornaliere dal 15 ottobre al 15 aprile.
Di seguito i dati della stazione meteorologica di Verona Boscomantico, posizionata a pochi chilometri a sud-est rispetto al capoluogo.
| Verona Boscomantico (1961-1990)                      | Mesi | Mesi | Mesi  | Mesi  | Mesi  | Mesi  | Mesi  | Mesi  | Mesi  | Mesi | Mesi | Mesi | Stagioni | Stagioni | Stagioni | Stagioni | Anno   |
| Verona Boscomantico (1961-1990)                      | Gen  | Feb  | Mar   | Apr   | Mag   | Giu   | Lug   | Ago   | Set   | Ott  | Nov  | Dic  | Inv      | Pri      | Est      | Aut      | Anno   |
| ---------------------------------------------------- | ---- | ---- | ----- | ----- | ----- | ----- | ----- | ----- | ----- | ---- | ---- | ---- | -------- | -------- | -------- | -------- | ------ |
| T. max. media (°C)                                   | 6,4  | 8,8  | 13,1  | 17,4  | 21,6  | 25,9  | 28,7  | 27,9  | 23,9  | 18,0 | 11,4 | 7,1  | 7,4      | 17,4     | 27,5     | 17,8     | 17,5   |
| T. media (°C)                                        | 3,2  | 5,3  | 9,1   | 13,0  | 16,9  | 20,9  | 23,7  | 23,1  | 19,5  | 14,1 | 8,4  | 3,4  | 4,0      | 13,0     | 22,6     | 14,0     | 13,4   |
| T. min. media (°C)                                   | 0,0  | 1,7  | 5,2   | 8,6   | 12,2  | 16,0  | 18,7  | 18,3  | 15,2  | 10,3 | 5,4  | 0,5  | 0,7      | 8,7      | 17,7     | 10,3     | 9,3    |
| Nuvolosità (okta al giorno)                          | 6    | 5    | 5     | 5     | 4     | 4     | 3     | 3     | 4     | 4    | 6    | 5    | 5,3      | 4,7      | 3,3      | 4,7      | 4,5    |
| Precipitazioni (mm)                                  | 46   | 41   | 47    | 52    | 80    | 73    | 68    | 74    | 60    | 68   | 59   | 44   | 131      | 179      | 215      | 187      | 712    |
| Giorni di pioggia                                    | 6    | 5    | 7     | 7     | 10    | 8     | 7     | 6     | 6     | 6    | 7    | 6    | 17       | 24       | 21       | 19       | 81     |
| Radiazione solare globale media (centesimi di MJ/m²) | 560  | 880  | 1 340 | 1 710 | 2 040 | 2 230 | 2 270 | 1 920 | 1 460 | 980  | 590  | 430  | 1 870    | 5 090    | 6 420    | 3 030    | 16 410 |

## Storia

### Preistoria ed epoca romana
Le origini del paese si perdono in tempi remoti. A differenza di altre località della Valpolicella, a Pescantina sono stati rinvenuti pochi reperti risalenti all'epoca preistorica e dunque è arduo affermare con certezza che la zona fosse abitata stabilmente prima dell'arrivo dei Romani. Dagli antichi scrittori classici ci sono pervenute alcune notizie sui primi abitanti di Pescantina, Livio racconta di una popolazione che chiama Lebui o Libui, Plinio parla di Euganei e Retici, mentre per Strabone la zona fu abitata da Galli Senoni e Cenomani che vennero poi respinti dai Veneti. Tuttavia, quello che appare abbastanza certo è che questi territori facessero parte di quel pagus arusnate ricordato in più di un'iscrizione e che riuniva gli agglomerati siti tra l'Adige e i Lessini occidentali. È facile che queste popolazioni si fossero stanziate in zona poiché qui potevano trovare sostentamento grazie alla pesca e collegamenti tramite la navigazione fluviale.

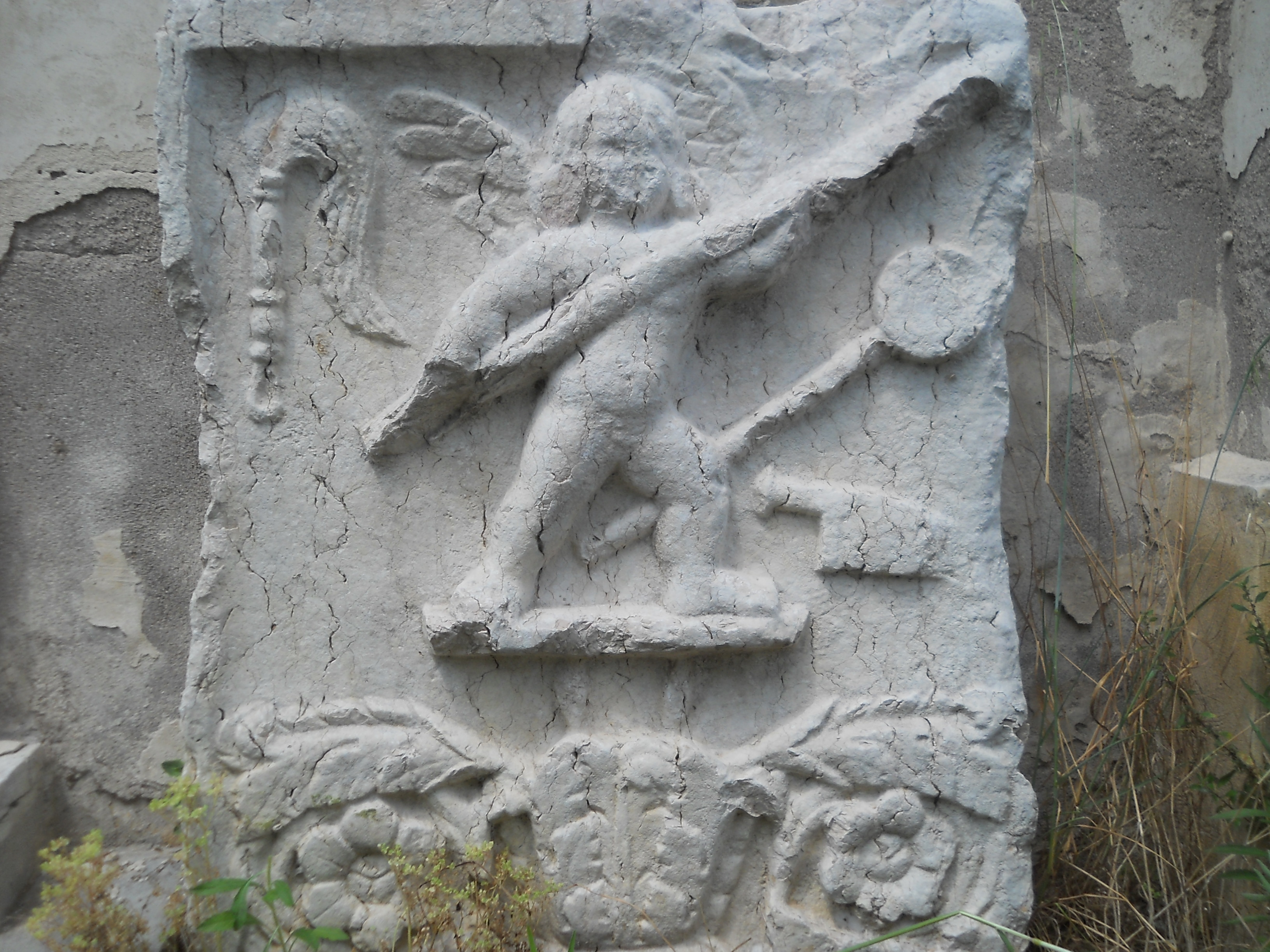
Ara romana incastonata sulla facciata della chiesetta di San Giuseppe de "La Mirandola" a Settimo di Pescantina

Alcuni umanisti veronesi del XIX secolo hanno proposto Pescantina come scenario di una battaglia delle guerre cimbriche in cui Gaio Mario colse un'importante vittoria, pur non portando forti prove a sostegno di ciò. La costruzione della Via Claudia Augusta, tra il 15 a.C. e il 47 d.C., ha portato questa terra verso la definitiva romanizzazione. Sia in epoca romana, sia successivamente, tutta la bassa Valpolicella rivestì grande importanza strategica. Più eserciti, muovendo verso Verona, passarono l'Adige sfruttando probabilmente i guadi esistenti in questo tratto di fiume e traghetti occasionali o permanenti (è probabile che quello esistente presso la piazza del paese, data la felice collocazione, fosse di origini molto antiche). Secondo gli storici Procopio di Cesarea e Claudiano qui si sarebbe svolta anche la battaglia tra le milizie di Stilicone, generale di Onorio, e i Visigoti di Alarico.
Numerose sono le testimonianze dell'epoca romana e riguardano più località dell'attuale territorio comunale, quelle di epoca romana. Da questo lembo della Valpolicella provengono per esempio il cippo funebre di Lucio Tenazio Varo, ora custodito nel Museo maffeiano di Verona, quello di Marco Tenazio Labeone, ora al Museo archeologico, il frammento miliare noto come "miliare di Arbizzano", epigrafi latine e altri reperti. In loco rimangono il coperchio di un sarcofago con scene di caccia, astragali e fogliette (all'interno del campanile di San Lorenzo in una nicchia a livello del pavimento), un'ara con putti alati, strumenti sacrificali e motivi floreali.

### Medioevo
Nel Medioevo i villaggi di Arcé, S. Lucia (Pulio), Settimo e Pescantina risultano inseriti nella vallis provinianensis, una delle due zone in cui era diviso il territorio della Valpolicella. È quasi certo che solo ad Arcé fosse sorto un castello. Le vicende medioevali furono caratterizzate dal susseguirsi di influenze diverse, prima dai Carolingi e poi dagli imperatori tedeschi. Con Federico della Scala, nel 1311, la Valpolicella fino all'Adige divenne contea e formò un'unità amministrativa e giudiziaria indipendente che in seguito diventerà il Vicariato della Valpolicella. Nel 1404 e 1405 il territorio di Pescantina fu messo a ferro e fuoco dalla guerra tra Carraresi e Veneziani, nel corso della quale fu anche costruita, e successivamente abbattuta, una bastia (tra Arcé e Pescantina). Un secolo più tardi altri eventi bellici, che ebbero per protagonisti gli eserciti austriaci, spagnoli e francesi, apportarono nuove distruzioni.

### Storia moderna

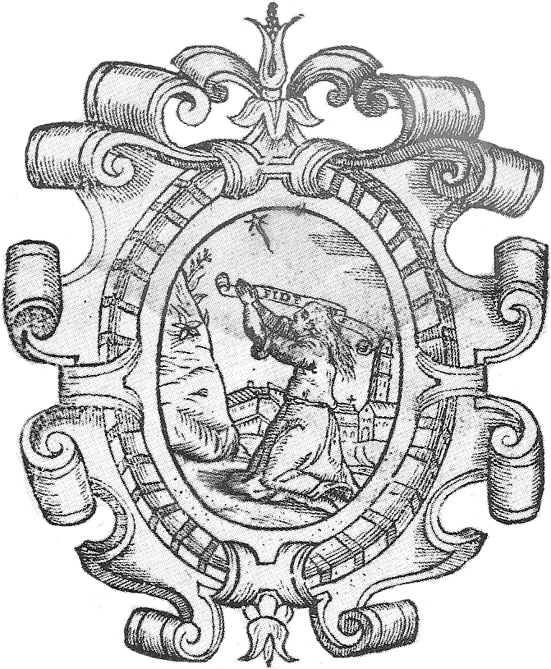
Stemma del Vicariato della Valpolicella come raffigurato sul frontespizio di Privilegia et iura Communitatis et Hominum Vallis Pulicellae un saggio del XVI secolo scritto da Giangiacomo Pigari

Col passaggio sotto il dominio veneziano, sancito dalla dedizione di Verona a Venezia del 24 giugno 1405, Pescantina entrò a far parte del Vicariato della Valpolicella, sorretto da un proprio statuto e con sede a San Pietro in Cariano. La Serenissima riconfermò alla popolazione locale tutti i diritti e privilegi che le erano stati concessi durante il periodo scaligero, garantendole così una propria autonomia amministrativa e l'esenzione da alcuni gravami fiscali.
Sotto il dominio veneziano, caratterizzato da una duratura "tranquillità sociale", si svilupparono in notevole misura le attività legate al commercio sul fiume Adige, che diedero al paese ricchezza e notorietà. Per un paio di secoli e più Pescantina fu uno dei perni della navigazione atesina e godette di particolare benessere. In questo arco di tempo tuttavia il paese non risultò estraneo al verificarsi di grandi calamità: le spaventose pestilenze del 1576 e del 1630 decimarono più di metà dei suoi abitanti.

### Storia contemporanea
Nel 1796 l'esercito francese, con a capo Napoleone Bonaparte, conquistò Verona ponendo di conseguenza anche Pescantina sotto il proprio dominio. In seguito al trattato di Campoformio, che decretava la scomparsa della Repubblica di Venezia, venne soppresso il Vicariato della Valpolicella, che tuttavia venne ristabilito per un breve periodo in seguito alla cessione del Veneto all'Austria, per poi scomparire definitivamente in seguito alla pace di Presburgo del 1805, quando tutto il Veneto tornò sotto il dominio napoleonico. L'arrivo delle armate napoleoniche, alla fine del Settecento, portò ancora devastazione e ruberie e inaugurò un ventennio fitto di episodi bellici, nel quale si accentuarono i segni di declino dei traffici sul fiume. Durante le Pasque veronesi, nel 1797, gli abitanti di Pescantina bloccarono l'avanzata delle truppe francesi, rifiutandosi di cedere le barche per attraversare il fiume Adige. A seguito di questo rifiuto, le truppe francesi si vendicarono bruciando case e uccidendo 19 persone. Con la Restaurazione e il Congresso di Vienna del 1814-15, Pescantina passò stabilmente sotto il controllo dell'Impero austro-ungarico.

Fotografia storica di Pescantina

Durante la dominazione austriaca, sofferta ma non particolarmente dura, Pescantina non fu toccata dalle guerre (i fatti del 1848 coinvolsero marginalmente la zona di S. Lucia), ma subì il collasso dovuto al crollo del commercio via acqua, soppiantato dal ben più economico trasporto su rotaie (è datata 1859 l'inaugurazione della strada ferrata tra Verona e Trento). Nel 1866, con l'unità, Verona e il Veneto tornarono all'Italia e si aprì un nuovo capitolo della storia del paese.
I conflitti mondiali di questo secolo chiesero il sacrificio di numerosi giovani del paese. Il loro nome è inciso sui monumenti ai Caduti in piazza S. Rocco e a Settimo. Nel primo monumento, opera dello scultore concittadino Giovanni Giacopini (1895-1948), vi sono ricordati 62 caduti della prima guerra mondiale, a cui si aggiungono i nomi di sei militari che non fecero ritorno dalla guerra della Libia e dell'Abissinia e 17 caduti e 24 dispersi del secondo conflitto mondiale. Settimo ha invece pagato 24 morti nei due conflitti.
Tra i due conflitti mondiali, la popolazione di Pescantina non aderì mai in maniera massiccia e spontanea al fascismo. Gli abitanti dovettero pagare un grave tributo in occasione del secondo conflitto mondiale. La vicinanza con Verona, divenuta di importanza strategica e politica per i nazisti dopo il proclama Badoglio dell'8 settembre 1943, e con la ferrovia del Brennero, fondamentale via di comunicazione con la Germania, fecero sì che il paese venne bombardato giornalmente dall'aviazione angloamericana.
L'occupazione tedesca portò anche al reclutamento forzato degli uomini, chiamati al servizio militare o al lavoro obbligatorio nelle officine. Si ricorda che durante la notte del 24 ottobre del 1944, una dozzina di militi irruppero in una casa di un giovane che non aveva voluto arruolarsi nell'esercito della Repubblica di Salò. Riuscendo egli a fuggire, i militi uccisero la madre e la sorella a colpi di mitragliatore. Due degli esecutori della rappresaglia vennero rintracciati dopo la Liberazione e, in seguito a un processo sommario, fucilati nel campo sportivo. La strage di Corrubbio del 25 aprile 1945 recò molti danni anche a Pescantina.
Pescantina fu l'approdo di quanti, dopo l'internamento nei campi nazisti, riuscirono a ritornare in Patria, come testimonia anche Primo Levi nel libro La tregua. Il monumento dedicato agli ex internati, che sorge presso la stazione ferroviaria di Balconi, è un monito contro ogni barbarie e una speranza di pace.

### Simboli
Lo stemma è stato riconosciuto con DPCM del 15 marzo 1951.
Il gonfalone, concesso con DPR del 19 settembre 1952, è un drappo partito di rosso e di azzurro.

## Monumenti e luoghi d'interesse

### Architetture religiose

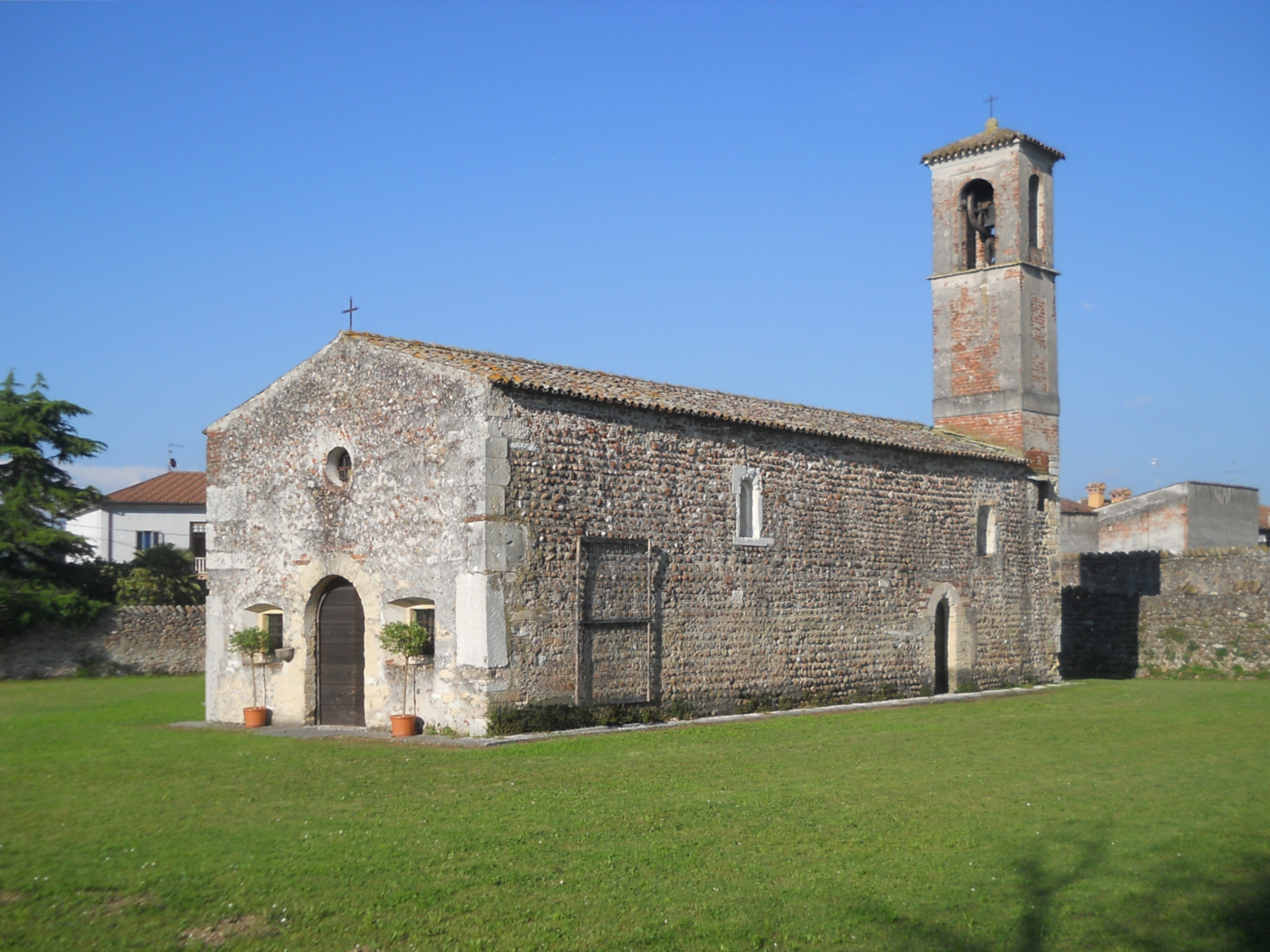
Chiesa di San Michele

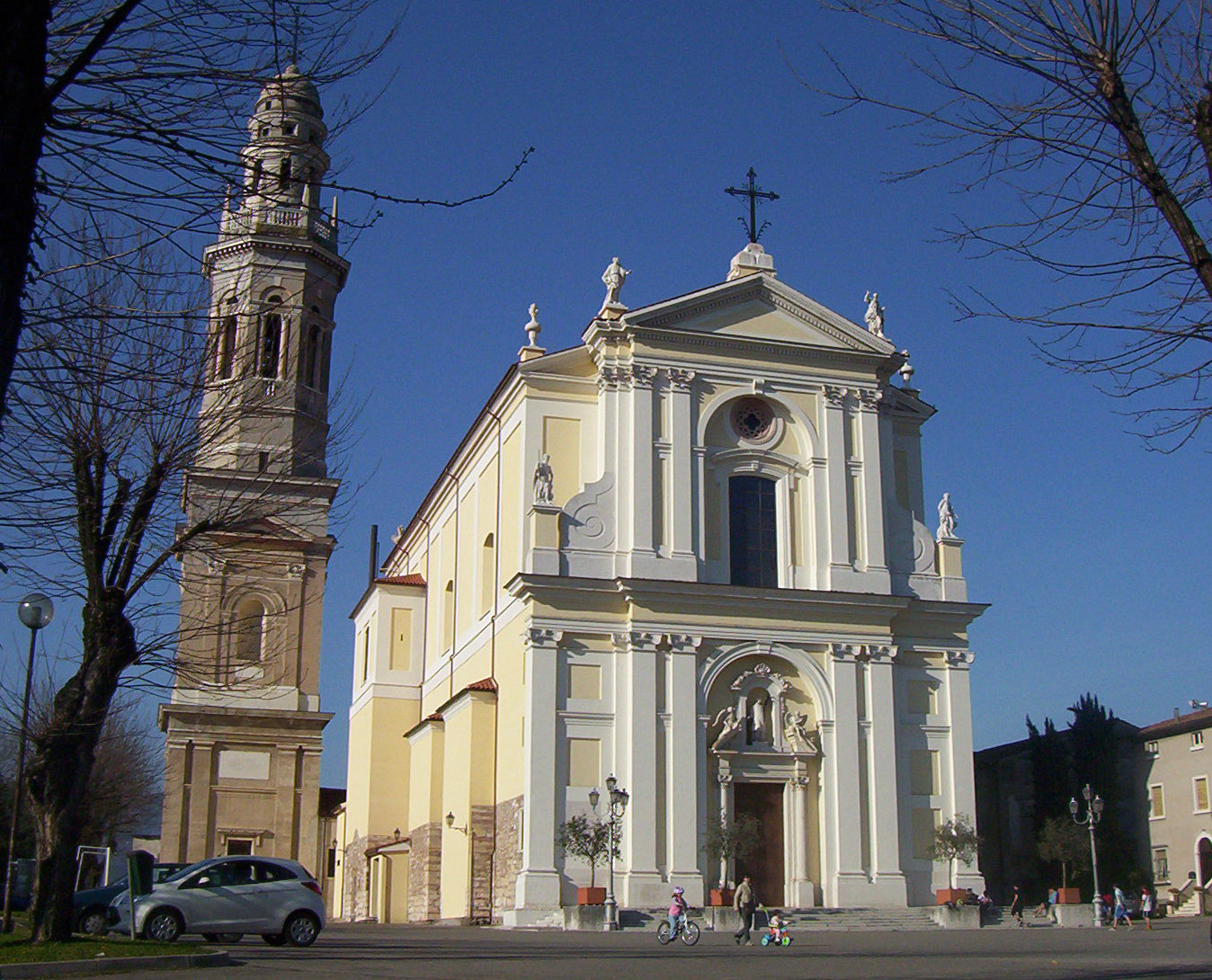
Facciata del duomo di San Lorenzo

Nel territorio del comune di Pescantina si possono trovare numerosi edifici religiosi, anche di notevole interesse storico e architettonico. I più antichi risalgono all'epoca medievale, e rappresentano pregevoli esempi di architettura romanica veronese. Inoltre, si contano anche numerosi oratori sei-settecenteschi annessi alle ville signorili dell'epoca.
Tra i principali edifici di culto di Pescantina si possono citare:
- Chiesa di San Michele, XII secolo ad Arcé. Presenta i caratteri tipici della prima architettura romanica veronese. Le prime notizie dell'edificio ci arrivano da una bolla pontificia del 1154 in cui si afferma che essa dipendesse dall'abbazia di San Fermo Minore di Verona.[32][33]
- Chiesa di Santa Lucia, XII secolo a Santa Lucia di Pol. Esempio di semplice architettura romanica veronese, presenta una facciata a capanna e un tetto a due falde. All'interno sono presenti dei resti di affreschi tardo medievali, raffiguranti Sant'Antonio, San Damiano, Santa Lucia e la Madonna della Seggiola.[34]
- Chiesa di San Rocco, XV secolo. Situata nella piazza centrale del capoluogo presenta all'interno un altare in marmo con la statua del santo titolare. All'esterno un campanile la cui cella campanaria è adornata da bifore con capitelli cubici.[35]
- Chiesa di Sant'Antonio Abate, XV secolo, a Settimo. Fu oggetto di ampliamenti nel 1744, nel 1864 (quando venne aggiunto il coro) e nel 1953. Lateralmente vi sono due altari. Il campanile, a base quadrata, probabilmente è coevo alla prima edificazione, anche se venne innalzato nel 1869.[36]
- Santuario della Beata Vergine della Pietà, XVIII secolo, a Pescantina. In stile barocco è caratterizzata da un portale risalente al XV secolo e da un campanile quadrato la cui cella campanaria, sovrastata da una cupola, ospita cinque campane fuse nel 1924.[37]
- Chiesa di San Lorenzo Martire, XVIII secolo, a Pescantina. Nominata di recente Duomo, la parrocchiale è considerata uno dei più interessanti edifici sacri del XVIII secolo in Veneto. Ha dimensioni ragguardevoli e un interno armonioso e ricco di opere d'arte, tra cui una ventina di quadri del Settecento che insieme costituiscono una piccola pinacoteca. A sinistra è accompagnata da un poderoso campanile costruito su progetto di Giuseppe Barbieri, a destra si trova la vecchia chiesa sconsacrata, che oggi è sede del Museo etnografico del fiume Adige.

### Ville

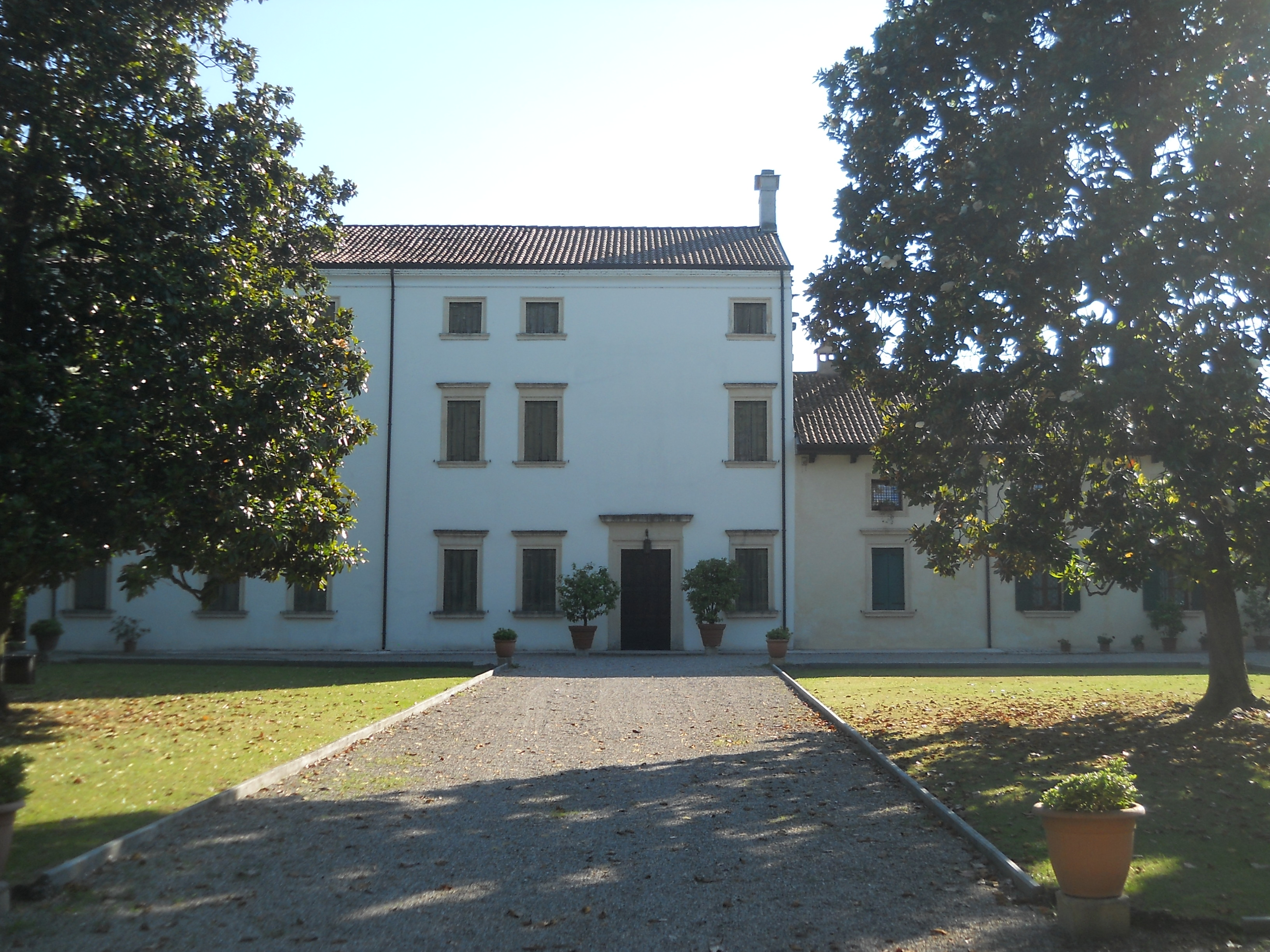
Villa Bertoldi

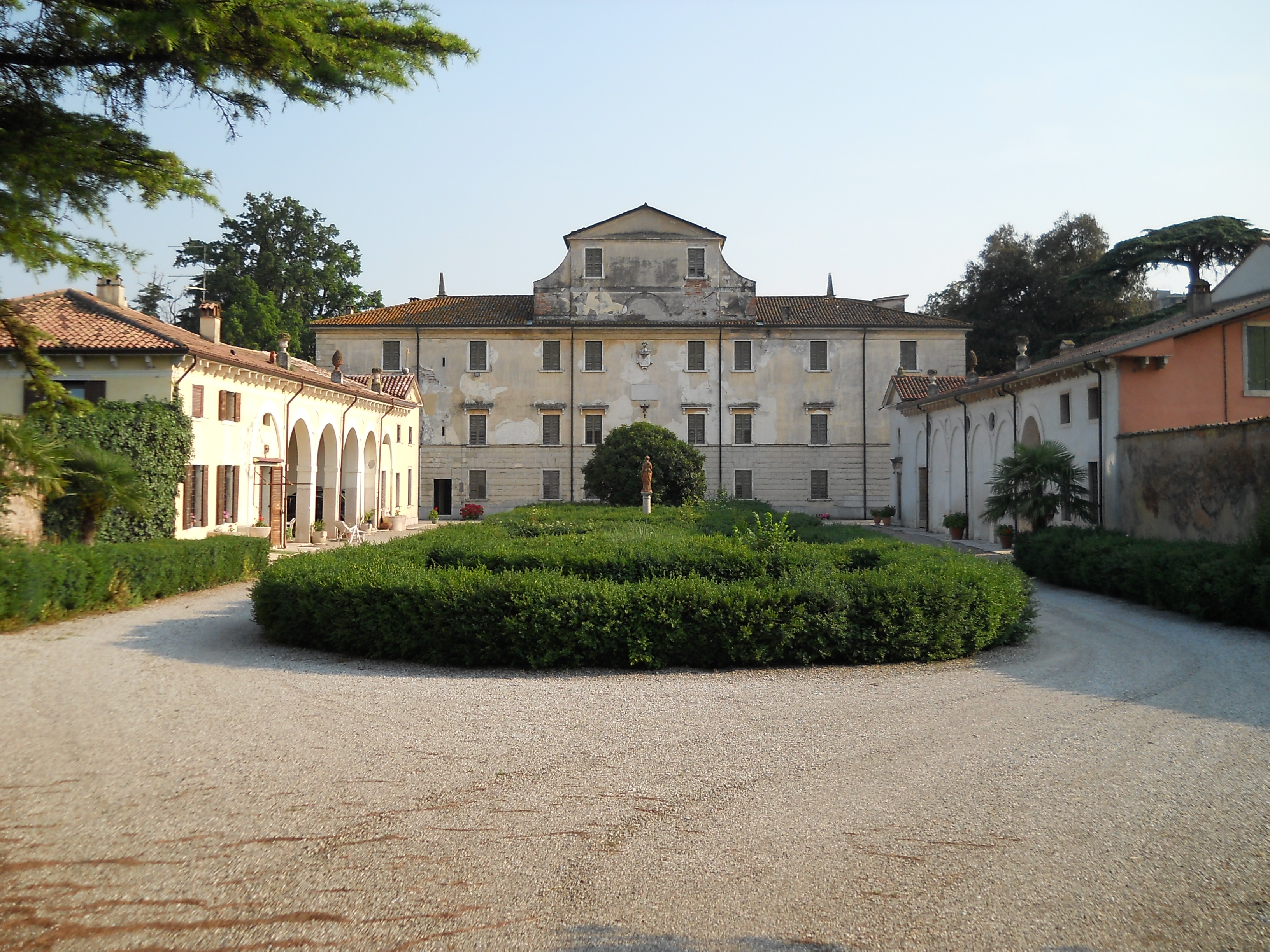
Villa Da Sacco

Il territorio di Pescantina vanta una cospicua presenza di ville venete di ragguardevole pregio storico-artistico. L'edificazione di queste dimore risale all'epoca della dominazione veneziana e nasce dall'esigenza dei ricchi proprietari terrieri veronesi di trasferirsi saltuariamente in campagna per seguire la produzione agricola, oppure per sola villeggiatura.
- Villa Sparavieri, XV secolo a Settimo di Pescantina. È costituita da diversi corpi realizzati in epoche distinte. La parte più antica è inserita all'interno del cortile che dà verso l'Adige. La facciata è caratterizzata da un portico a quattro archi al piano terra e da una loggia con otto archi al piano superiore.[38]
- Villa Vascone-Bricci, XVI secolo a Settimo di Pescantina. Posta davanti a villa Bertoldi. La facciata del corpo principale è impreziosita da una scala che conduce all'ingresso del piano terra. Ai lati dell'edificio padronale, due corpi laterali più bassi che terminano con due torri colombaie.[39][40]
- Corte "La Presa", XVI secolo a Settimo di Pescantina. La facciata dell'edificio padronale è caratterizzata, al piano superiore, da una loggia a sei arcate.[41]
- Villa Quaranta, XVII secolo a Ospedaletto. La residenza padronale è costituita in un unico corpo a due piani. Gli interni sono ornati da numerosi affreschi. Oggigiorno, dopo un restauro avvenuto nel 1997, è divenuta un hotel e centro congressi.
- Villa Bertoldi, XVII secolo a Settimo di Pescantina. Il corpo principale, costituito da tre piani, risulta incompiuto nel suo lato destro. All'interno, un salone principale adornato da dipinti di Alberto Porta. Del complesso fa parte anche una chiesetta collocata di fianco a una barchessa.[42][43][44]
- Villa Da Sacco, XVII-XVIII secolo ad Arcé. Restaurata, tra il 1840 e il 1856, da parte del celebre architetto Francesco Ronzani. Nella cappella si trova una tela attribuita a Giorgio Vasari, raffigurante una "Madonna e Santi".[45][46]

### Monumenti

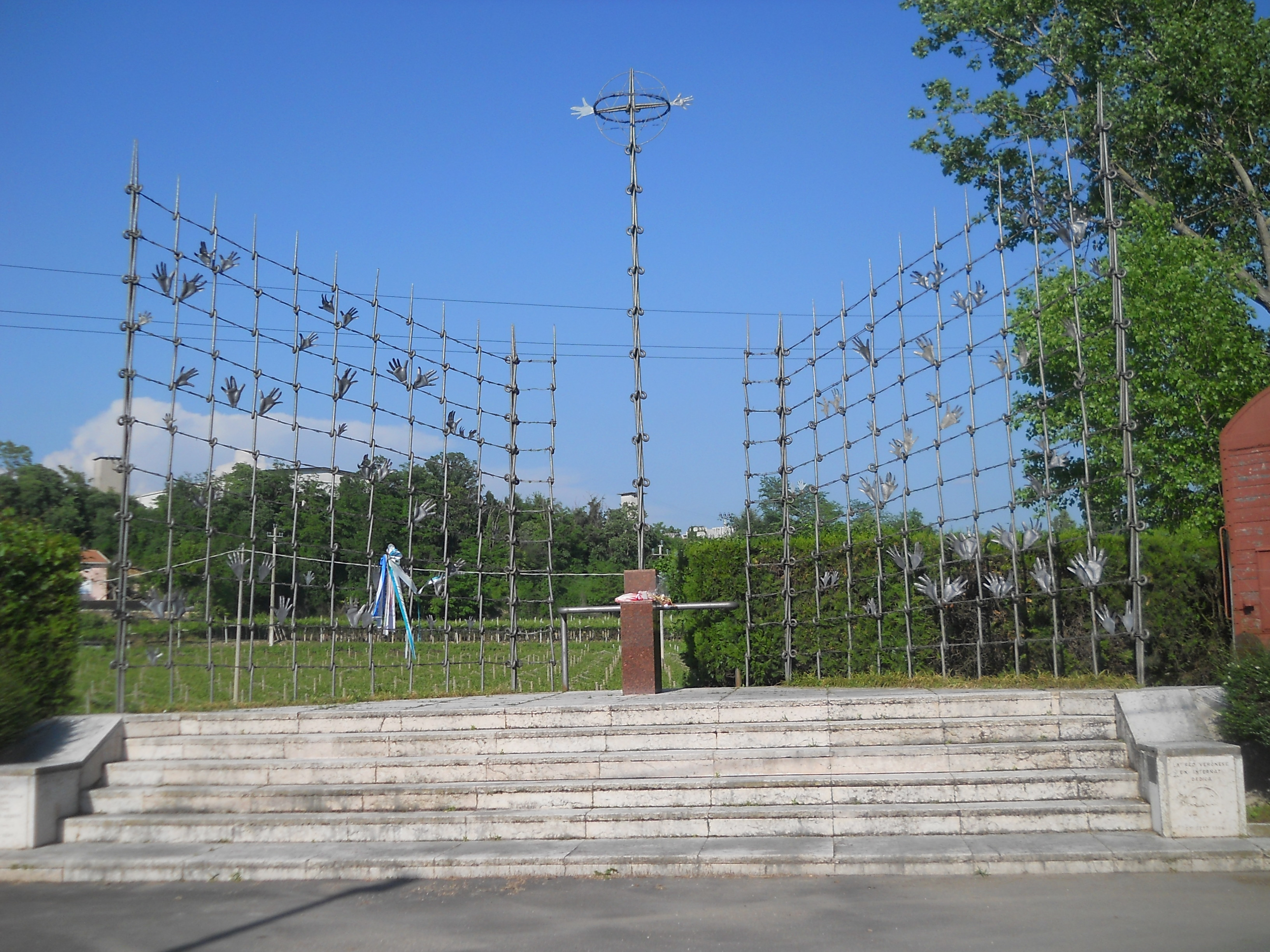
Monumento agli ex internati a Balconi

- Monumento agli ex internati nei campi di concentramento - XX secolo. Costruito nel 1966 presso la stazione ferroviaria di Balconi, ricorda i caduti nei "lager" nazisti e tutti i reduci che furono accolti e ospitati nel Comune. Annesso al monumento si trova un vecchio vagone con documentazione storica. Presso la Sala consiliare - in piazza S. Rocco - è allestita una piccola mostra di oggetti provenienti da un campo di concentramento nazista.

## Società

### Evoluzione demografica
Abitanti censiti

### Etnie e minoranze straniere
Al 2016 a Pescantina c'erano 690 stranieri, di cui 460 provengono dall'Europa, 174 dall'Africa, 32 dall'America e 24 dall'Asia.

## Cultura

### Istruzione e biblioteche

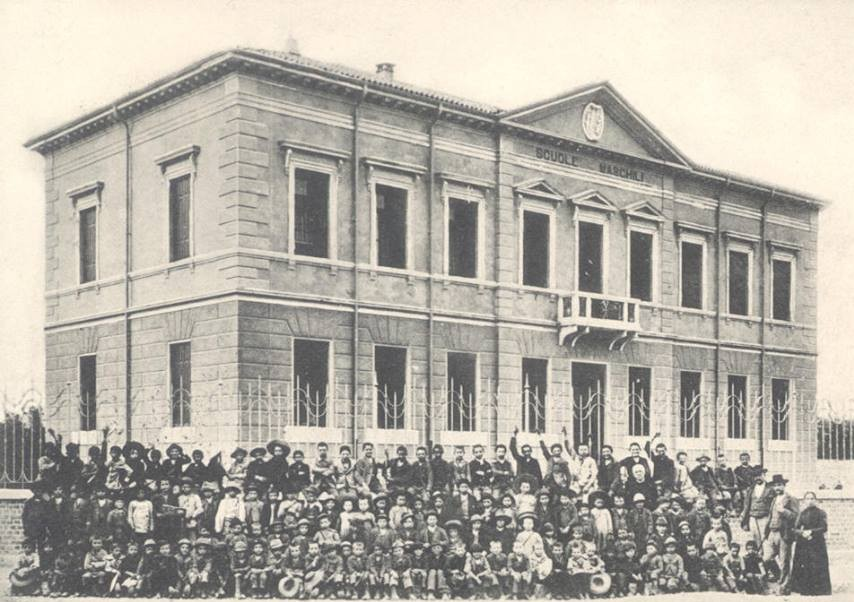
Inaugurazione delle scuole elementari di Pescantina; l'edificio venne iniziato nel 1902

L'istruzione a Pescantina è garantita dalla presenza di un istituto che comprende la scuola statale dell'infanzia (situata nella frazione di Balconi), la scuola primaria (a Settimo e a Balconi) e la scuola secondaria di primo grado (nel capoluogo).
Qui è nato ed è stato istruito Lodovico Capuano, fisico teorico, disegnatore e musicista veneto.
Nel capoluogo, inoltre, è istituita la biblioteca comunale, facente parte del sistema bibliotecario della provincia di Verona.

### Musei
Presso la chiesa parrocchiale è ospitato il museo etnografico: "Lavori e tradizioni lungo il fiume Adige". Il Museo documenta attività e usanze della popolazione locale e, più in generale, delle Comunità legate all'ambiente fluviale atesino. Esso raccoglie e presenta le testimonianze di un mondo diversificato e operoso, profondamente legato al fiume, scomparso ormai con il mutare dei bisogni e delle tecniche lavorative. Il Museo, che propone oggetti e documenti originali, fotografie, modelli in scala, è allestito nella chiesa romanica di S. Lorenzo, un pregevole edificio da molto tempo caduto nell'oblio e oggi finalmente riscoperto.

## Geografia antropica

### Frazioni
Il comune di Pescantina, oltre che dal capoluogo, è composto da cinque frazioni: Arcé, Balconi, Ospedaletto, Santa Lucia e Settimo. Arcé si trova subito a ovest del capoluogo, confina a sud con il fiume Adige e Arcè è collegato al vicino comune di Bussolengo tramite un ponte. La piccola frazione vanta la presenza della romanica Chiesa di San Michele. Balconi si trova invece a nord del capoluogo ed è attraversata dalla statale del Brennero come la frazione di Ospedaletto posizionata più a ovest. In quest'ultima frazione si può trovare la seicentesca Villa Quaranta, De Vecchi. Santa Lucia è la frazione più a ovest; qui si trova la Chiesa di Santa Lucia di Pol del XII secolo. Infine, Settimo è situata a nord/est rispetto al capoluogo ed è caratterizzata da una vasta zona industriale. Nella parte più antica della frazione vi sono, tra le altre, Villa Sparvieri e Villa Bertoldi. Settimo divenne frazione di Pescantina a seguito dello smembramento del comune di Negarine, avvenuto nel 1929.

## Economia

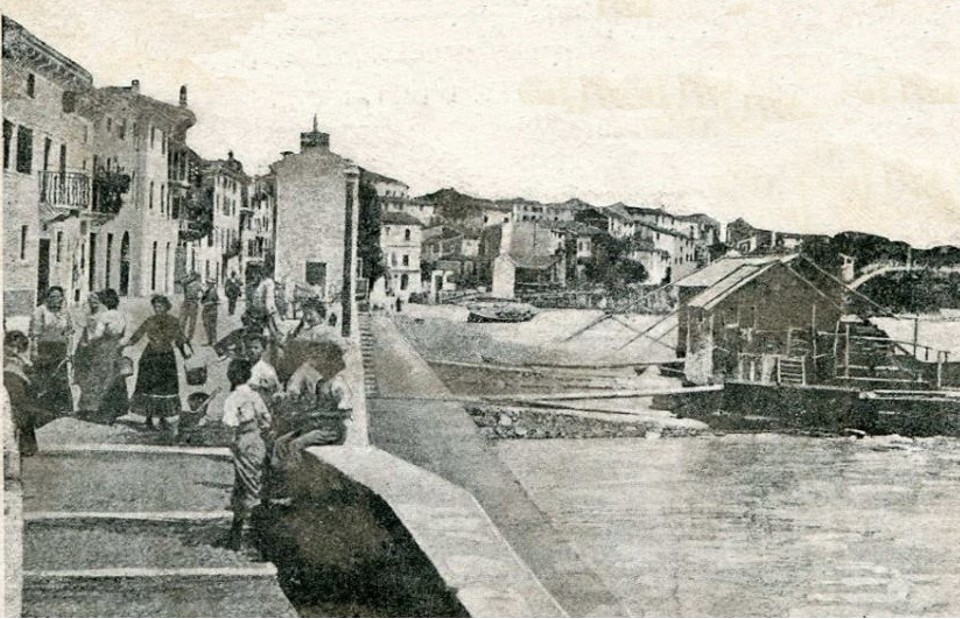
Un mulino nell'Adige a Pescantina in una foto risalente a circa l'inizio del XX secolo

Nel passato, l'economia di Pescantina era basata sul commercio lungo il fiume Adige e sull'agricoltura; non mancavano, tuttavia, botteghe artigiane e piccoli opifici. Si contavano due fabbriche di imbarcazioni e numerosi mulini che traevano la forza motrice dalla corrente del fiume.
Oggi molte di queste attività sono andate scomparendo, tranne il settore agricolo che riveste ancora una notevole importanza. Dai dati riportati dal 4º censimento generale dell'agricoltura si desume che sono operanti 202 aziende (a giugno 2017 in calo di 11 unità rispetto a due anni prima) che operano su una superficie coltivata di 1 273 ettari. La ripartizione delle diverse colture può essere così indicata in quanto viene influenzata dalla diversa struttura dell'ordinamento fondiario: dalla superficie totale il 55% è coltivata a seminativo in consociazione con piante fruttifere e viti, mentre il 45% a pescheto. Il settore secondario, che comprende tutta l'industria manifatturiera, la costruzione e l'installazione di impianti, l'industria metalmeccanica, ecc. conta (sempre a giugno 2017) 207 imprese.

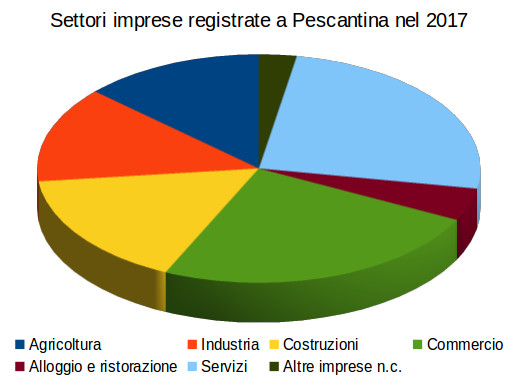
Imprese registrate nel comune di Pescantina nel 2017

Il settore terziario, rappresentato per la maggior parte dai servizi, conta 383 aziende con un trend in crescita rispetto agli anni precedenti. I pescantinesi dispongono di 5 sportelli bancari ubicati sul territorio comunale. Mediamente, a Pescantina, ogni anno vengono costituite 6 nuove imprese e altrettante vengono sciolte.
Per quanto riguarda il settore turistico, nel 2016 a Pescantina si sono registrate oltre 44 000 presenze in crescita rispetto alle oltre 37 000 dell'anno precedente.
La zona di Pescantina e dintorni è zona di produzione del vino Valpolicella DOC, dell'Amarone della Valpolicella e del Recioto DOC

## Infrastrutture e trasporti
Un tempo, grazie alla sua posizione sulle rive dell'Adige, le attività relative al commercio fluviale erano i settori più importanti per Pescantina. Se oggi i trasporti sull'Adige sono terminati, rimangono ancora delle vie di comunicazione importanti che transitano sul territorio comunale. A nord passa la linea ferroviaria Verona - Trento, aperta il 23 marzo 1859. A Balconi vi è una fermata ferroviaria, nota come stazione di Pescantina, oggi non più in uso.
Parallelamente alla ferrovia, sempre sul territorio comunale, transita una porzione della strada statale 12 dell'Abetone e del Brennero. A Pescantina il fiume Adige è attraversato da quattro ponti, uno a Settimo, uno ad Arcè, uno nel capoluogo e uno su cui transita la tangenziale est che collega la Valpolicella al casello di Verona nord della autostrada A22 e alla tangenziale sud. La tangenziale ha due svincoli a Pescantina: uno ad Arcé, l'altro a Balconi.

## Amministrazione
| Periodo       | Periodo       | Primo cittadino          | Partito                                                            | Carica                  | Note          |
| ------------- | ------------- | ------------------------ | ------------------------------------------------------------------ | ----------------------- | ------------- |
| luglio 1985   | luglio 1990   | Natale Pasquali          | Democrazia Cristiana                                               | Sindaco                 | [ 55 ]        |
| maggio 1990   | aprile 1995   | Francesco Giovanni Testa | Democrazia Cristiana                                               | Sindaco                 | [ 56 ]        |
| aprile 1995   | giugno 1999   | Francesco Giovanni Testa | Lista civica                                                       | Sindaco                 | [ 57 ]        |
| giugno 1999   | giugno 2004   | Francesco Testa          | Lista civica                                                       | Sindaco                 | [ 58 ]        |
| giugno 2004   | giugno 2009   | Alessandro Reggiani      | Lista civica di centro-destra                                      | Sindaco                 | [ 59 ]        |
| giugno 2009   | maggio 2013   | Alessandro Reggiani      | Lista civica di centro-destra "Cittadini per Pescantina 2009-2014" | Sindaco                 | [ 60 ]        |
| maggio 2013   | maggio 2014   | Rose Maria Machinè       |                                                                    | Commissario prefettizio | [ 61 ] [ 62 ] |
| maggio 2014   | maggio 2019   | Luigi Cadura             | Liste civiche di centro-sinistra                                   | Sindaco                 | Elezioni 2014 |
| maggio 2019   | dicembre 2023 | Davide Quarella          | Indipendente di centro-destra - con Lega-FdI-civiche               | Sindaco                 | Elezioni 2019 |
| dicembre 2023 | giugno 2024   | Gabriella Mucci          |                                                                    | Commissario prefettizio | [ 65 ]        |

### Gemellaggi
- Siedlce

## Sport

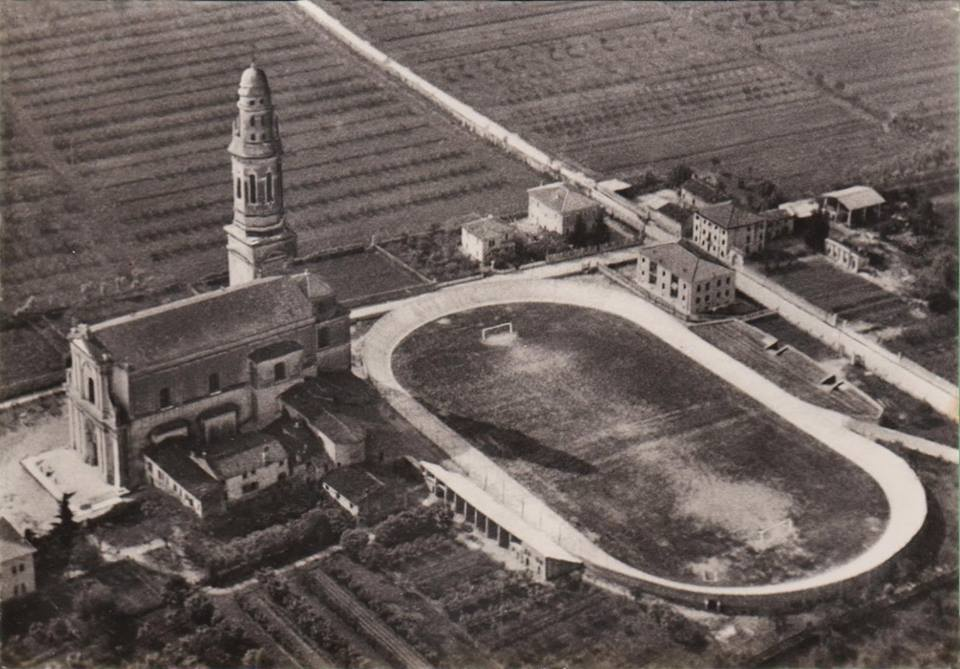
Campo sportivo e velodromo San Lorenzo a Pescantina

Nel 1950, don Luigi Castagna, parroco di Pescantina, ideo e lanciò il progetto di un velodromo che venne costruito e inaugurato da Gino Bartali il 25 aprile 1952. Nel 2021 il velodromo San Lorenzo è stato trasferito al patrimonio comunale.
Pescantina è diventata famosa nel mondo della Canoa grazie alle imprese del pescantinese Vladi Carlo Panato, vincitore di 10 Campionati del mondo e 11 Coppe del mondo, attualmente Presidente del Canoa Club Pescantina.
Ha sede nel comune la società di calcio Pescantina-Settimo fondata nel 2013. La prima società, Pescantina S.L. come massimo risultato ha disputato alcuni campionati di Interregionale (l'attuale Serie D) negli anni ottanta.
Un'altra squadra locale, il Team San Lorenzo Pescantina, ha invece disputato campionati dilettantistici regionali.